# Tepetitlán
Tepetitlán è un comune del Messico, situato nello stato di Hidalgo.